# 波特站 (波士顿地铁)
波特站（英語：Porter）位于麻薩諸塞州剑桥市的波特广场，是波士顿地铁红线和波士顿通勤铁路菲奇堡线换乘车站，多条马萨诸塞湾交通局公交线在此站停靠。车站入口在马萨诸塞州大道和萨莫维尔大道路口，可方便到达北剑桥和西萨默维尔。 从波特站乘坐红线前往波士顿市中心的公园街站需要14分钟，乘坐通勤铁路前往波士顿北站仅需10分钟。
如今的波特站建于1984年12月8日，由剑桥七人联合会设计建造，分别设有地铁和通勤铁路站台。地铁站深达32米，是波士顿地铁系统中挖的最深的车站。 车站是地铁艺术项目的一部分，最初设有六个艺术品，如今仅剩5个。

## 历史

### 早期历史
早在18世纪40年代，菲奇堡铁路开通时，便在波特广场设有火车站。最早的车站叫做波特斯站（英語：Porter's Station），1843-1845年建造。 后来改为北剑桥站（英語：North Cambridge），再后来直接改名为剑桥站（英語：Cambridge）。 1869年，车站被搬迁至北方大道（如今的马萨诸塞州大道）横跨铁轨的桥上。

### 波士顿至缅因州铁路时期

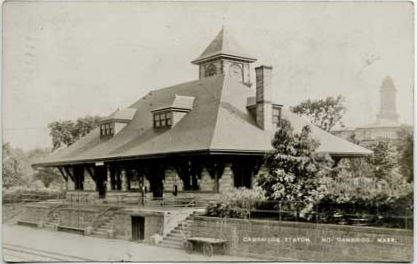
1911年的明信片上的波特站，车站建于1897年。

1897年在原车站东南方建造了第二座车站。1927年起菲奇堡线服务缩减，灰西鲱站至萨默维尔站之间仅走货运列车。列克星敦线和马萨诸塞州中部铁路的客运列车改行菲奇堡线铁路，并在剑桥站停靠。 1937年，波士顿至缅因州铁路公司在桥边建造了一座两层的砖结构车库，并在街边建造了售票处和候车室，在桥下建造了乘车站台。

### 马萨诸塞湾交通局时期
20世纪60年代，马萨诸塞湾交通局开始对北侧通勤铁路的运行进行补贴，列克星敦铁路和马萨诸塞州中部铁路上的服务班次也缩减至上下班高峰期往返一次。马萨诸塞州中部铁路上的南萨德伯里线于1971年11月26日停运， 列克星敦铁路上的贝德福德线也于1977年1月10日停运，剑桥站仅停靠菲奇堡线列车。

### 地铁红线

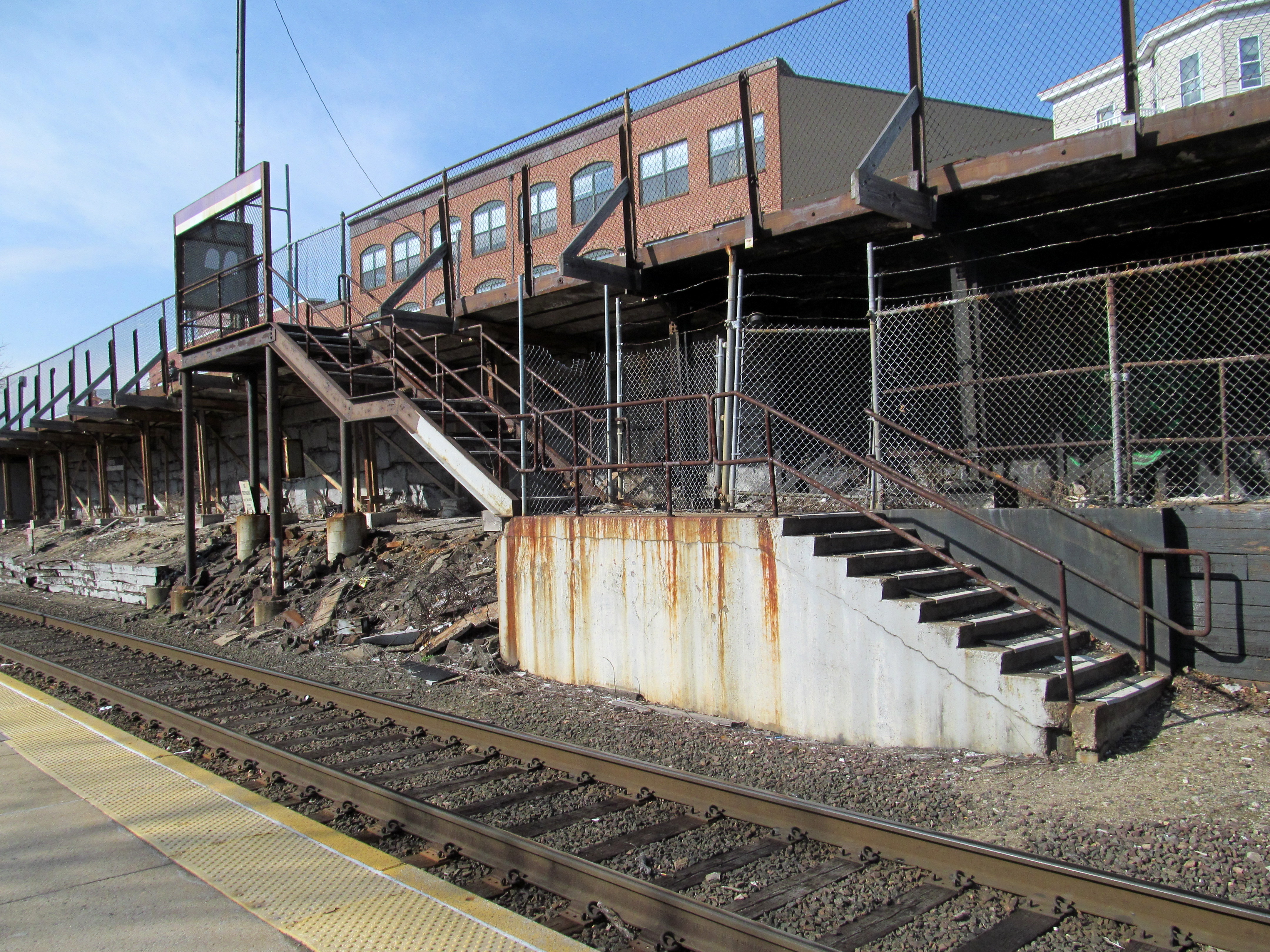
萨默维尔大道通往通勤铁路站台的锈迹斑斑的废弃楼梯，曾在修建如今的车站时作为临时楼梯使用。

20世纪70年代，剑桥站更名为波特站（英語：Porter）。剑桥站站名适合火车站，但由于地铁会在一个城市中设多个车站，因此并不适合用城市名作为地铁站站名。车站更名的举动证实了新规划的红线地铁北延长线将在此设立车站的消息。红线站台使用盾构机建造，同时也重新建造了无障碍通勤铁路站台。车站建造期间，乘客需要使用萨默维尔大道上的临时楼梯前往站台搭乘列车。
由玻璃和水泥组成的车站入口建于1982年，全新的换乘车站于1984年12月8日和戴维斯站同时正式启用。 新车站由剑桥七人联合会设计，并获得了美国建筑师学会和新英格兰美国咨询工程委员会颁发的奖项。 波特站和戴维斯站也是马萨诸塞湾交通局最早在建造时便考虑到无障碍环境的车站。
波特站作为换乘车站，可以在波士顿北站至波特站之间通勤铁路服务中断时，利用地铁红线中转。2004年民主党全国代表大会期间，处于安保方面考虑，波士顿北站关闭一周，当时若需要乘坐菲奇堡线，需要达成红线至波特站换乘。2015年和2017年波士顿轻轨绿线延长线建造期间也是如此使用的。

## 车站结构

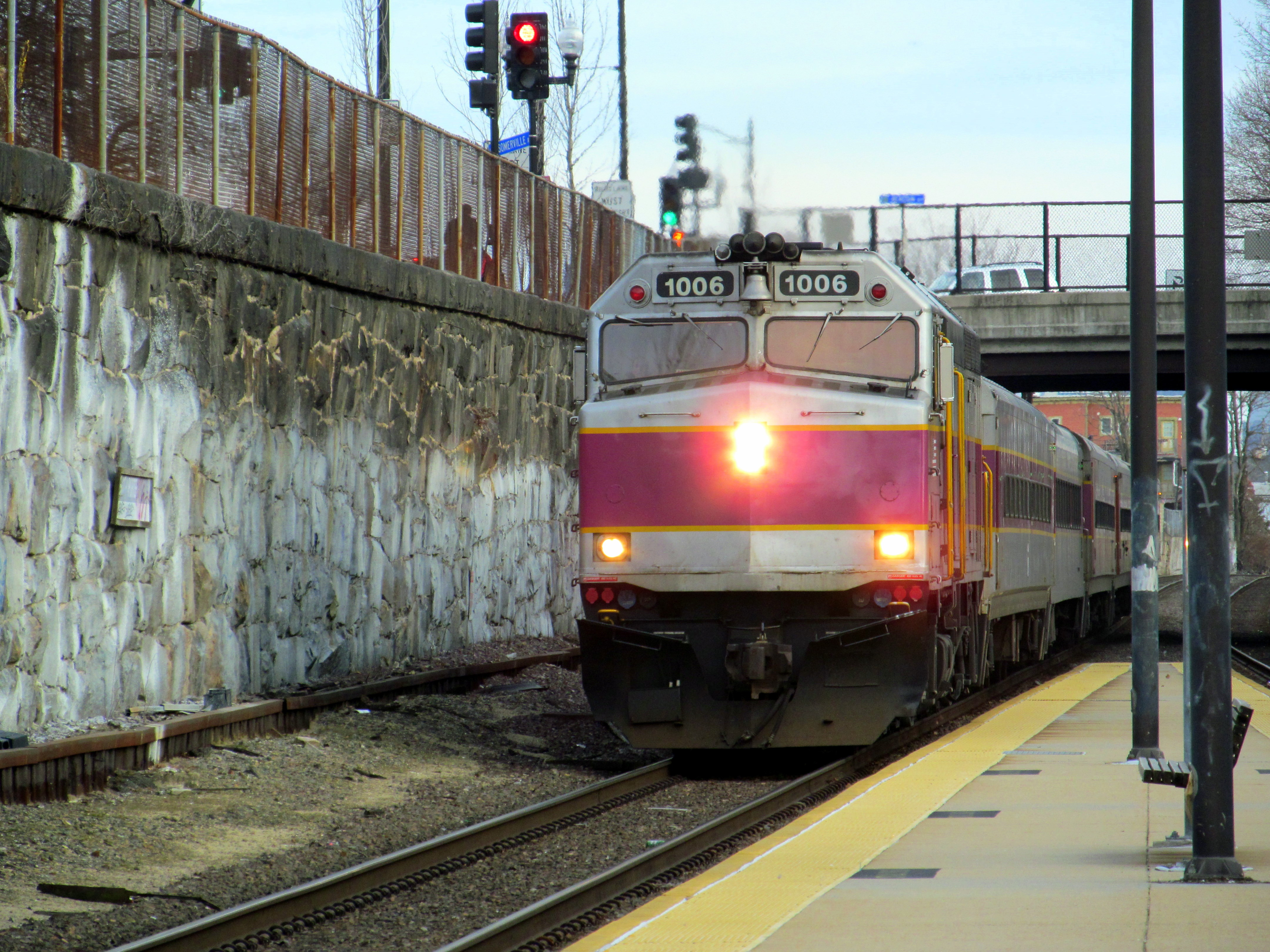
出城方向通勤铁路列车驶入波特站（2012年）

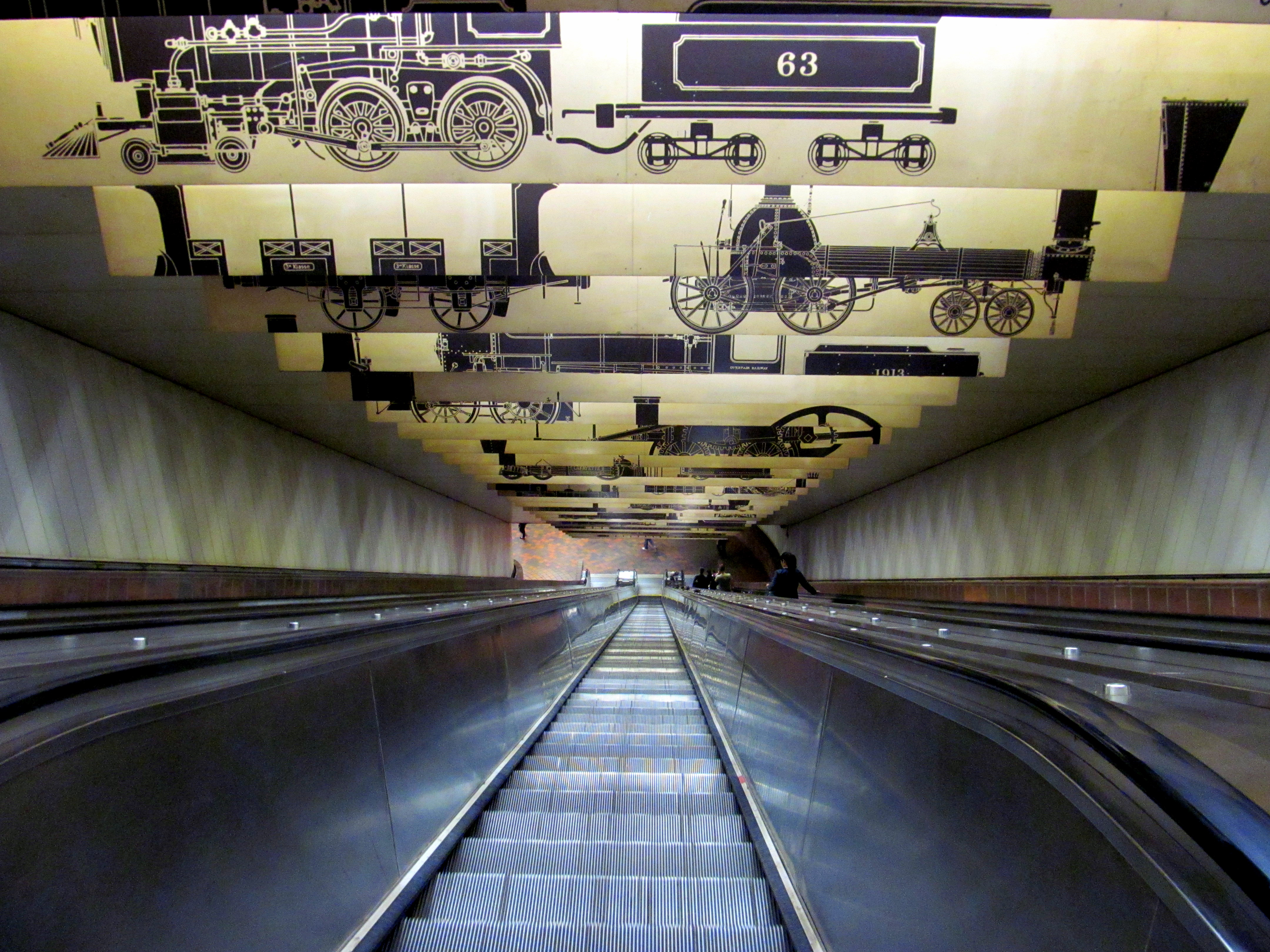
从上往下看波士顿地铁最长的电动扶梯。该扶梯位于车站夹层和入城方向站台之间。扶梯顶部的图画以早期铁路历史为主题。

马萨诸塞州大道东侧，萨莫维尔大道南侧设有车站入口，该入口由水泥建造，顶棚由玻璃覆盖。车站在街面以下一共有4层，菲奇堡线铁路为东西方向铺设，使用低矮的岛式站台，仅在站台的最西端有无障碍斜坡。马萨诸塞州大道两侧有直接通往站台的楼梯。
通勤铁路的下面一层为夹层，设有地铁售票处、检票口、便利店和罕见的公共厕所。
红线轨道为南北方向铺设，站台大部分在车站入口的北方，小部分在波特广场购物中心下方。站台分为两层，上层为入城方向地铁站台，下层为出城方向地铁站台，站台为双层开放式站台，而入城和出城方向铁轨分别在站台的西侧和东侧。
波特站的出城方向站台位于地下32米处，是波士顿地铁最深的站台。 为了节省建造时间和预算，马萨诸塞湾交通局决定不将车站建在柔软的黏土上，而是更深的基岩上。 乘客需要使用一系列电动扶梯，或者走199级台阶的楼梯或者升降电梯到达站台。 最长的电动扶梯长达44米，为波士顿地铁中最长的，2005年，一位乘客的运动衫缠在扶梯底部被绞死。
| G              | 地面                  | 出入口、公交车站台                   |
| P 通勤铁路站台 | 北行                  | 菲奇堡线 往沃楚西特 （贝尔蒙特中心） |
| P 通勤铁路站台 | 島式月台，左/右侧开门 |                                      |
| P 通勤铁路站台 | 南行                  | 菲奇堡线 往波士顿北站 （终点站）     |
| M              | 夹层                  | 红线检票口                           |
| B1             | 側式月台，左侧开门    | 側式月台，左侧开门                   |
| B1             | 入城                  | 往阿什蒙特或布伦特里（哈佛）         |
| B2             | 出城                  | 往灰西鲱（戴维斯）                   |
| B2             | 側式月台，左侧开门    |                                      |

### 无障碍环境

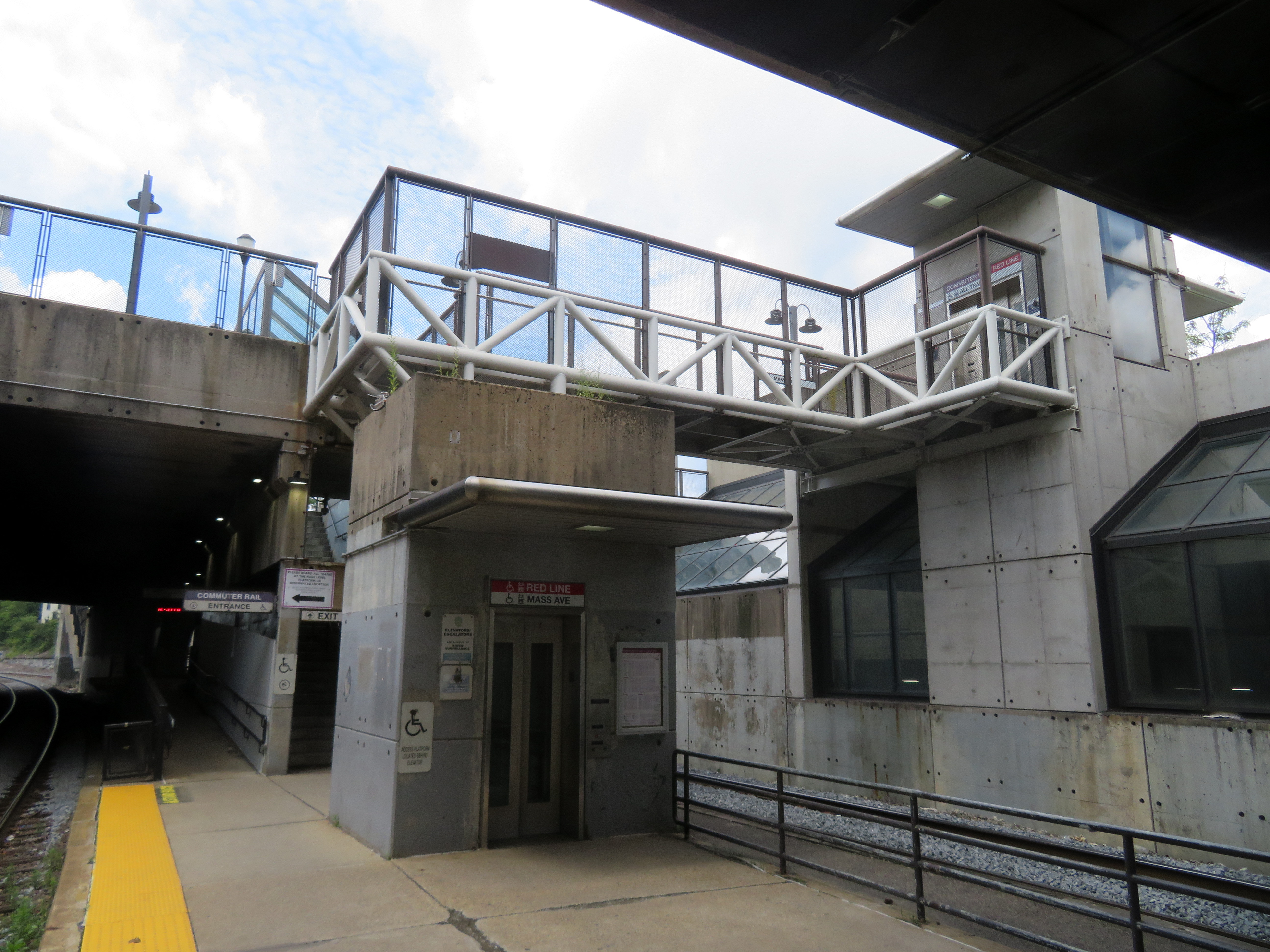
通勤铁路站台（左侧）至马萨诸塞州大道升降梯

波特站是完全无障碍车站，车站的升降梯可从街面直达通勤铁路站台、夹层和红线站台。

## 公交换乘

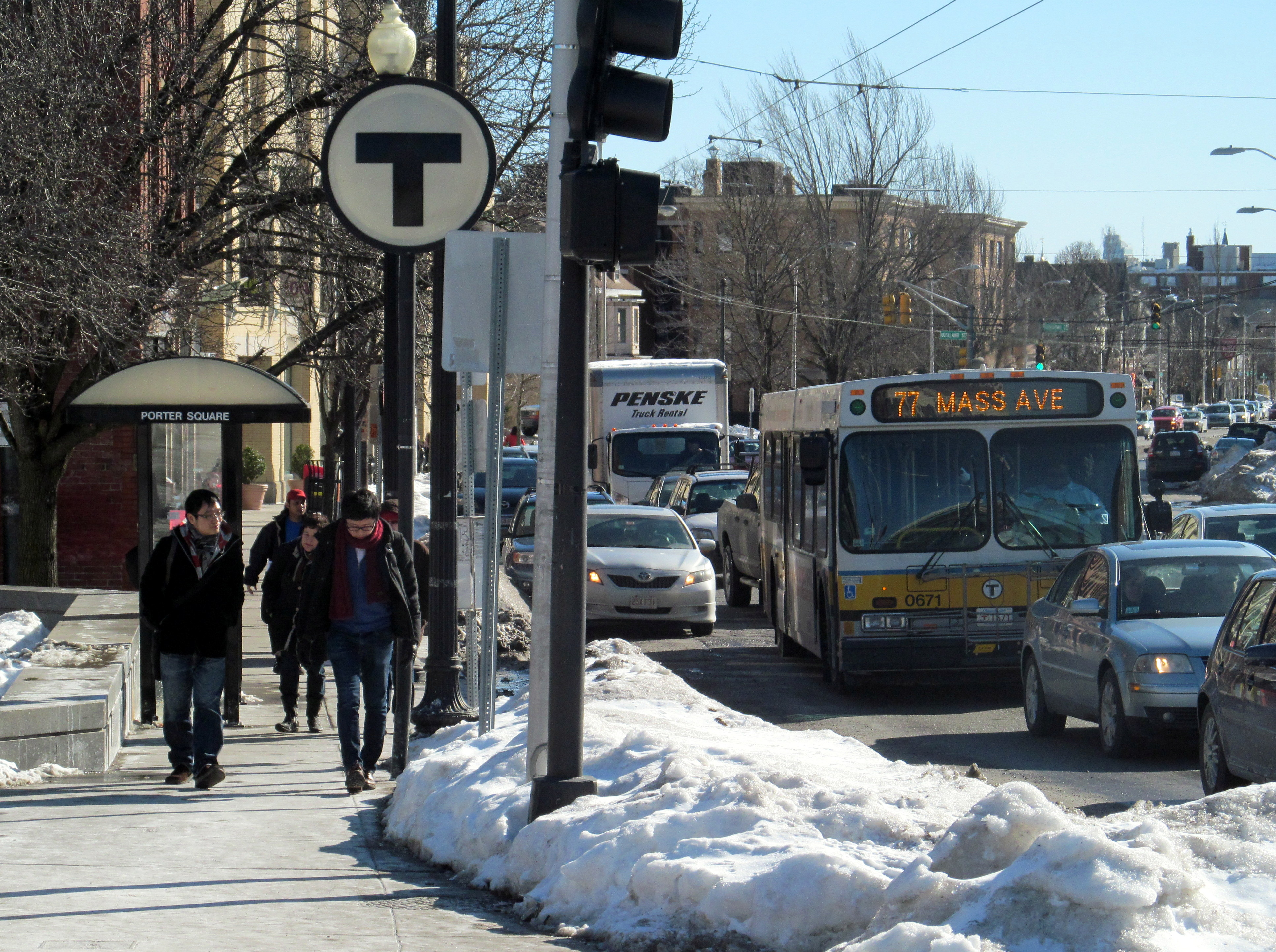
77路公交车停靠在波特站旁

波特站可以与多条公交线路进行换乘，其中77路和96路公交在马萨诸塞州大道上行驶，83路公交在萨莫维尔大道行驶，87路公交车站离波特站仅一个街区。77A路公交车为無軌電車，是波士顿地区仅剩的几条有轨电车线路。

## 地铁艺术
波特站地铁站建于红线西北延长线时期，因为地铁艺术项目安装了多座不同的艺术品供乘客欣赏。:5
早期设置的六座艺术品如今仅剩五座，他们分别是：
- 《Gift of the Wind（英语：Gift of the Wind）》（风之礼物）：由新宮晋（Susumu Shingu）设计，为一座46英尺高的动态雕塑，雕塑上有三个巨大的红色“翅膀”，会随着风旋转。
- 《Ondas》：由卡洛斯·多里恩（英语：Carlos Dorrien）设计，是一座24英尺高的凹凸不平的花岗岩墙,安装在车站内外墙上。
- 《Glove Cycle（英语：Glove Cycle）》：由Mags Harries（英语：Mags Harries & Lajos Héder）设计，由许多尺寸不一的铜手套组成
- 《Untitled》：由威廉·赖曼设计，六个刻有各种民族图案的花岗岩柱组成
- 《Porter Square Megaliths》：由大卫·菲利普斯设计，四个部分被铜替代的巨石
- 《The Lights at the End of the Tunnel》：由威廉·温赖特设计，1986年因为主体脱落，被整体移除。[21]:9[22]